# Macrorhamphosodes uradoi
Macrorhamphosodes uradoi is een straalvinnige vissensoort uit de familie van driepootvissen (Triacanthodidae). De wetenschappelijke naam van de soort is voor het eerst geldig gepubliceerd in 1933 door Kamohara.